# Diodon nicthemerus
Diodon nicthemerus är en fiskart som beskrevs av Cuvier 1818. Diodon nicthemerus ingår i släktet Diodon och familjen piggsvinsfiskar. Inga underarter finns listade i Catalogue of Life.